# Manfred Renn
Manfred Renn (* 1948 in Stiefenhofen im Westallgäu) ist ein deutscher Sprachwissenschaftler aus dem alemannischen Raum, der sich vor allem mit den Dialekten des Allgäuerischen und den Mundarten der umgebenden Regionen Augsburg und Oberbayern beschäftigt.

## Biografie
Promoviert hat Manfred Renn 1992 an der Universität Augsburg mit seiner Arbeit Die Mundart im Raum Augsburg. Untersuchungen zum Dialekt und zum Dialektwandel im Spannungsfeld großstädtisch-ländlicher und alemannisch-bairischer Gegensätze.
Seit 1984 arbeitete er an der Universität Augsburg an dem Projekt Sprachatlas von Bayerisch-Schwaben (SBS), welches im Jahr 2005 mit insgesamt 15 Bänden vollständig veröffentlicht wurde. Für dieses Unternehmen wurden fünf Jahre lang Dialekterhebungen im nördlichen Allgäu, westlichen Oberbayern und im Raum Augsburg-Staudengebiet durchgeführt. Weiterhin koordinierte er vier Jahre lang auch die Aufnahmearbeit anderer Sprachatlas-Projekte zur Mundart in Bayern.
Bis in das Jahr 2005 hinein erstellte er u. a. farbige und kommentierte Karten für den Kompakt-Band Kleiner Bayerischer Sprachatlas (KBSA). Seit Ende 2004 arbeitete Manfred Renn an dem am 8. November 2007 veröffentlichten Atlas mit dem Titel Kleiner Sprachatlas von Bayerisch-Schwaben (KSBS) für Bayerisch-Schwaben und das angrenzende Oberbayern.

## Werke
- Das Allgäuer Dialektbuch. Lechtrommel Verlag, ISBN 3-00-004174-5. (mit Hörproben-CD)
- Wortgeographie II. Universitätsverlag Winter, Heidelberg, ISBN 3-8253-1064-7.
- Lautgeographie I: Quantität ehemaliger Kurzvokale.  Universitätsverlag Winter, Heidelberg, ISBN 3-8253-0463-9.
- Die Mundart im Raum Augsburg: Untersuchungen zum Dialekt und zum Dialektwandel im Spannungsfeld grosstädtisch-ländlicher und alemannisch-bairischer Gegensätze. Winter, ISBN 3-8253-0179-6.

Gemeinschaftswerke:
- mit Werner König: Kleiner Sprachatlas von Bayerisch-Schwaben. Wißner-Verlag, 2007, ISBN 978-3-89639-595-5.
- mit Werner König: Kleiner Bayerischer Sprachatlas. Dtv, 2006, ISBN 3-423-03328-2.
- mit Edith Funk, Friedrich Helmer und Barbara Pöhlmann: Gemeinde Heretsried. Haus der Bayerischen Geschichte, 1998, ISBN 3-927233-64-1.
- mit Edith Funk, Friedrich Helmer, Barbara Pöhlmann, Hans Tyroller und Barbara Rösch: Gemeinde Tapfheim. Haus der Bayerischen Geschichte, 1996, ISBN 3-927233-49-8.
- mit Edith Funk und Brigitte Schwarz: Wortgeographie IV: Rindvieh und Milchverarbeitung, Schwein, Ziege, Schaf, Pferd, Geflügelhaltung und Imkerei, Weitere Haustiere. Universitätsverlag Winter, Heidelberg 2001, ISBN 3-8253-1198-8.
- mit Sabine Ihle und Edith Funk: Lautgeographie IV: Konsonantismus I, Plosive. Universitätsverlag Winter, Heidelberg 2001, ISBN 3-8253-0969-X.
- mit Edith Funk, Stefan Kleiner und Bernadette Wecker (Hrsg.): Sprachgeschichten : Ein Lesebuch für Werner König zum 60. Geburtstag. Winter, Heidelberg 2003, ISBN 3-8253-1528-2.
- mit Edith Funk und Werner König: Bausteine zur Sprachgeschichte : Referate der 13. Arbeitstagung zur alemannischen Dialektologie in Augsburg (29.9.-3.10.1999). Winter, Heidelberg 2000, ISBN 3-8253-1091-4.

Herausgabe:
- Anton Gruber: Die Westallgäuer Mundart. 2 Bände. hg. von Manfred Renn und dem Landkreis Lindau. Landratsamt Lindau, ISBN 3-533-04136-0 und ISBN 3-533-04137-9.